# Zendaya (album)
A Zendaya az amerikai színésznő-énekesnő Zendaya debütáló stúdióalbuma, amit tizenhét évesen, 2013. szeptember 17-én, a Hollywood Records-nál jelentetett meg. Az album a Billboard 200-as listáján az 51. helyezést érte el.

## Számlista
1. Replay (3:29)
2. Fireflies (4:13)
3. Butterflies (3:47)
4. Putcha Body Down (3:19)
5. Heaven Lost an Angel (3:11)
6. Cry for Love (3:48)
7. Only When You're Close (3:44)
8. Bottle You Up (3:38)
9. Scared (2:57)
10. Love You Forever (4:07)
11. My Baby (3:09)

## Slágerlisták
| Slágerlista   | Helyezés |
| ------------- | -------- |
| Billboard 200 | 51       |